# Renaissance (álbum de Faun)
Renaissance es el cuarto álbum de estudio de Faun, fue lanzado el 4 de julio de 2005.

## Lista de canciones
| N.º | Título          | Duración |  |
| 1.  | «Satyros»       | 3:36     |  |
| 2.  | «Da Que Deus»   | 3:53     |  |
| 3.  | «Tagelied»      | 5:01     |  |
| 4.  | «Rihannon»      | 3:28     |  |
| 5.  | «Sirena»        | 5:11     |  |
| 6.  | «Königin»       | 6:25     |  |
| 7.  | «Iyansa»        | 4:51     |  |
| 8.  | «Loibere Risen» | 3:33     |  |
| 9.  | «Rosmarin»      | 6:44     |  |
| 10. | «Das Tor»       | 8:12     |  |

## Temática
Como es característico del grupo, en este álbum se reúnen sonidos y temas folklóricos de distintas regiones, con "Satyros" cantada en latín, basada en los poemas medievales de Carmina Burana, "Da Que Deus" cantada en galaicoportugués, la instrumental céltica "Rihannon" y su rápido ritmo de gaitas y tambores, "Sirena" de temática sefardí, cantada en ladino, "Iyansa", cantada en hausa y "Rosmarin" con un toque gitano, siendo las demás canciones (Tagelied, Königin, Loibere Risen y Rosmarin) cantadas en alemán.